# Solange Witteveen
Solange Witteveen, född 6 februari 1976, är en argentinsk friidrottare. Hon deltog vid olympiska sommarspelen 2000 och olympiska sommarspelen 2004.